# Parlamentswahl in Belgien 1999
- Agalev: 9
- Ecolo: 11
- SP: 14
- PS: 19
- VLD: 23
- PRL-FDF: 18
- PSC: 10
- CVP: 22
- VU-ID: 8
- VB: 15
- FN: 1

- VLD: 23
- PS: 19
- PRL-FDF: 18
- SP: 14
- Ecolo: 11
- Agalev: 9
- CVP: 22
- VB: 15
- PSC: 10
- VU-ID: 8
- FN: 1

Die Wahl zum belgischen Parlament 1999 wurde am 13. Juni 1999 abgehalten.

## Parteien
Die hohe Wahlbeteiligung von über 90 % verdankt sich der in Belgien geltenden Wahlpflicht. Alle vier an der Regierung beteiligten Parteien büßten Sitze ein. Die wallonischen Sozialisten (PS) verloren zwei, die flämischen Sozialisten (SP) 5 Sitze. Die wallonischen Christdemokraten (PSC) büßten zwei Mandate ein, die flämischen Christdemokraten (CVP) verloren sieben Mandate.
Die Liberalen konnten leichte Zugewinne verzeichnen und wurde stärkste Kraft in der Abgeordnetenkammer. Die wallonischen Liberalen PRL-FDF hielten die Anzahl der Mandate bei geringen Stimmenverlusten, die flämischen Liberalen (VLD) gewannen 2 Sitze dazu.
Klarer Gewinner waren die beiden grünen Parteien. Die wallonische Ecolo gewannen fünf zusätzliche Mandate, die flämischen Grünen Agalev verbesserten sich um vier Sitze.
Der rechtspopulistische Vlaams Blok (VB), konnte vier Sitze dazugewinnen, die Volksunie (VU-ID) verbesserte sich um drei Sitze. Der rechtsextreme FN verlor einen seiner beiden Sitze.

## Kammer (Unterhaus)

### Wahlrecht
Das aktive Wahlrecht haben alle belgischen Staatsangehörigen, die älter als 18 Jahre alt sind; seit 1998 dürfen auch Belgier mit Wohnsitz im Ausland an den Parlamentswahlen teilnehmen. Das passive Wahlrecht haben belgische Staatsangehörige mit Wohnsitz in Belgien und einem Mindestalter von 21 Jahren.
Belgien war bei der Wahl 1999 in zwanzig Wahlkreise aufgeteilt. Die Anzahl der Mandate pro Wahlkreis ist proportional zur Einwohnerzahl. Die größte Anzahl Abgeordnete stellte der Wahlkreis Bruxelles-Hal-Vilvorde mit 22, die geringste Zahl der Wahlkreis Huy-Waremme mit zwei Abgeordneten. Innerhalb der Wahlkreise wurden die Mandate nach einem Verhältniswahlrecht auf die Listen verteilt, eine Sperrklausel von 5 % wurde erst 2002 eingeführt.

### Ergebnisse
Es errangen elf Parteien Sitze in der Abgeordnetenkammer.
Das amtliche Endergebnis:
| Wahlberechtigte    | 7.343.464 |         |           |       |           |
| abgegebene Stimmen | 6.650.015 | 90,56 % |           |       |           |
| gültige Stimmen    | 6.214.074 | 93,44 % |           |       |           |
|                    | Stimmen   | Anteil  | ± zu 1995 | Sitze | ± zu 1995 |
| VLD                | 888.861   | 14,30 % | +1,15 %   | 23    | +2        |
| CVP                | 875.455   | 14,09 % | −3,09 %   | 22    | −7        |
| PS                 | 631.653   | 10,16 % | −1,71 %   | 19    | −2        |
| PRL-FDF            | 630.219   | 10,14 % | −0,12 %   | 18    | ±0        |
| VB                 | 613.399   | 9,87 %  | +2,04 %   | 15    | +4        |
| SP                 | 593.372   | 9,55 %  | −3,01 %   | 14    | −6        |
| Ecolo              | 457.281   | 7,36 %  | +3,35 %   | 11    | +5        |
| AGALEV             | 434.449   | 6,99 %  | +2,56 %   | 9     | +4        |
| PSC                | 365.318   | 5,88 %  | −1,85 %   | 10    | −2        |
| VU-ID              | 345.576   | 5,56 %  | +0,89 %   | 8     | +3        |
| FN                 | 90.401    | 1,45 %  | −0,83 %   | 1     | −1        |

1. ↑  Bei der Wahl 1999 als VU-ID, 1995 als VU

Abstimmungsverhalten nach Blöcken
| Parlamentswahl in Belgien 1999 %3020100 24,4419,9719,7114,359,875,561,45 PRL-FDF/VLDPSC/ CVPPS/ SPEcolo/ AgalevVBVU-IDfFNGewinne und Verlusteim Vergleich zu 1995 %p 6 4 2 0 −2 −4 −6+1,03−4,94−4,72+5,91+2,04+0,89−0,83PRL-FDF/VLDPSC/ CVPPS/ SPEcolo/ AgalevVBVU-IDFNAnmerkungen:f 1995 als VU |

### Senat (Oberhaus)
Neben den Unterhaus-Abgeordneten wurden auch 40 von insgesamt 71 Senatoren direkt gewählt. Wie bei den Wahlen des Europäischen Parlaments wurde die Wählerschaft in zwei Wahlkollegien aufgeteilt: Das französischsprachige Kollegium wählte 15 Senatoren und das niederländischsprachige 25. Im Sonderwahlkreis Brüssel-Halle-Vilvoorde entschieden die Bürger durch die Wahl einer französischsprachigen bzw. niederländischsprachigen Partei selbst, welchem Kollegium sie angehören wollten. Das flämische und wallonische Parlament wählen je zehn Senatoren, das Parlament der deutschsprachigen Gemeinschaft bestimmt einen Senator. Zehn Senatoren werden kooptiert, sechs von den flämischsprachigen Senatoren, vier von den französischsprachigen Senatoren. Es muss mindestens ein flämischsprachiger und sechs französischsprachige Senatoren aus Brüssel kommen.
Wie in der Kammer büßten Sozialisten und Christdemokraten in beiden Landesteilen Stimmen ein. Die Sozialisten verloren drei Senatssitze, die Christdemokraten einen. Die Liberalen verzeichneten leichte Gewinne bei unveränderter Anzahl an Sitzen, die Grünen erzielten deutliche Gewinne und verdoppelten die Anzahl der Senatssitze auf sechs. Der Vlaams Blok gewann einen Senatssitz dazu.
Das amtliche Endergebnis:
| Wahlberechtigte                | 7.343.466 |         |           |       |           |
| abgegebene Stimmen             | 6.650.796 | 90,57 % |           |       |           |
| gültige Stimmen                | 6.194.371 | 93,14 % |           |       |           |
|                                | Stimmen   | Anteil  | ± zu 1995 | Sitze | ± zu 1995 |
| Niederländisches Wahlkollegium |           |         |           |       |           |
| VLD                            | 952.116   | 15,37 % | +2,08 %   | 6     | ±0        |
| CVP                            | 913.508   | 14,75 % | −2,10 %   | 6     | −1        |
| VB                             | 583.208   | 9,42 %  | +1,68 %   | 4     | +1        |
| SP                             | 550.657   | 8,89 %  | −4,34 %   | 4     | −2        |
| AGALEV                         | 438.931   | 7,09 %  | +3,36 %   | 3     | +2        |
| VU-ID                          | 317.830   | 5,13 %  | −0,18 %   | 2     | ±0        |
| Französisches Wahlkollegium    |           |         |           |       |           |
| PRL-FDF                        | 654.961   | 10,57 % | −0,66 %   | 5     | ±0        |
| PS                             | 597.890   | 9,65 %  | −3,11 %   | 4     | −1        |
| Ecolo                          | 458.658   | 7,40 %  | +3,08 %   | 3     | +1        |
| PSC                            | 374.002   | 6,04 %  | −1,21 %   | 3     | ±0        |

1. ↑  Bei der Wahl 1999 als VU-ID, 1995 als VU

## Regierungsbildung
Die Regierung Dehaene II, bestehend aus Sozialisten (PS und SP) sowie Christdemokraten (CVP und PSC), büßte die Mehrheit ein, sie verlor 17 ihrer 82 Sitze. Premierminister Jean-Luc Dehaene trat am 14. Juni zurück. Die neue Regierung von Premierminister Guy Verhofstadt (VLD), die sogenannte Regenbogenkoalition, bestehend aus Sozialisten (PS und SP), Liberalen (PRL-FDF und VLD) sowie Grünen (Ecolo und Agalev), wurde am 12. Juli vereidigt.